# Triatlon
Triatlonul este un sport compus din trei discipline:
- Natație;

- Ciclism;

- Alergare.

Aceste probe au loc fără întrerupere, fiind legate între ele de tranziții și tot timpul cronometrate. Triatlonul a devenit, oficial, sport olimpic la Jocurile Olimpice de vară din 2000 care au avut loc la Sydney. Triatlonul este guvernat de Uniunea Internațională de Triatlon.

## Distanțe
| Disciplina           | Natație | Ciclism | Alergare  |
| -------------------- | ------- | ------- | --------- |
| Ironman              | 3,86 km | 180 km  | 42,195 km |
| ITU-(O3)             | 4 km    | 120 km  | 30 km     |
| ITU-(O2)             | 3 km    | 80 km   | 20 km     |
| Half-Ironman         | 1,9 km  | 90 km   | 21,1 km   |
| Distanță supersprint | 0,4 km  | 10 km   | 2,5 km    |
| Distanta Olimpica    | 1,5 km  | 40 km   | 10 km     |
| Distanță sprint      | 0,75 km | 20 km   | 5 km      |

## Echipamentul specific triatlonului
Pentru o abordare corecta a tuturor disciplinelor triatlonului (înot, bicicleta, alergare) este necesar un echipament specific fiecărei probe.
Astfel, în funcție de temperatura si de conditiile meteo la care se desfășoară concursul, echipamentul poate fi compus din: 
Înot: costum neopren, swimskin sau costum Trisuit
Bicicletă: costum Trisuit, casca aerodinamica, pantofi de ciclism si ochelari ciclism 
Alergare: costum Trisuit sau pantaloni alergare, tricou si adidasi de alergare
Costumul de neopren pentru înot are particularitațile lui și trebuie evitată utilizarea costumelor de neopren dedicate altor sporturi. Costumul de neopren pentru înot este produs pe calapod special, astfel încât permite o mișcare naturala în apă. Extinderea brațelor este facilă, mulțumita materialului de neopren elastic, moale si subțire de pe brațe si sub brațe. De asemenea, partea dorsala a costumului este prevăzuta cu material de neopren mai gros pentru a asigura o flotabilitate sporită. Astfel, costumul de neopren pe lângă termoizolare oferă și un plus de flotabilitate și hidrodinamică. A se avea în vedere, că folosirea neoprenului pe temperaturi a apei de peste 20 grade Celsius, duce la supraîncălzire, deci transpirație și implicit pierdere de energie și oboseală. In cazul temperaturii mai mari a apei, se poate folosi un costum de tip swimskin care este construit din fibre sintetice ce asigura o alunecare mai rapida in apa.
Costumul Trisuit este, de asemenea, specific disciplinei triatlon. El poate fi prevăzut cu fermoar frontal sau dorsal (obligatoriu în competițiile ITU si ETU), poate dispune de un bazon mai subțire pe fese pentru proba de bicicletă (față de un bazon mai gros al unui pantalon de bicicletă) sau poate fi fara bazon, poate avea mâneci scurte sau doar bretele și, cel mai important, poate fi folosit în toate probele disciplinei: la înot ca echipament principal, dacă nu este permis neoprenul, la bicicletă și alergare. Astfel, se asigură o tranziție rapidă intre probe, timp care este foarte important, fiind la rândul său cronometrat.
Pentru alergare se acceptă și folosirea șortului de alergare sau chiar a slipului de înot. Atenție, însă! Alergarea cu bustul gol este interzisă la majoritatea concursurilor, deci purtarea cel puțin a unui maieu este obligatorie.
Recomandarea noastră este de a folosi echipament specific, produs din materiale adecvate sportului de anduranță și eforturilor intense și nu produse din bumbac sau alte variații, care sunt grele și nu permit ventilarea eficientă a corpului.

## Campioni renumiți
- Thomas Hellriegel
- Normann Stadler
- Faris Al-Sultan
- Dirk Aschmoneit
- Wolfgang Dittrich
- Lothar Leder
- Jürgen Zäck
- Stephan Vuckovic
- Daniel Unger
- Jan Frodeno
- Paula Newby-Fraser
- Julie Moss
- Mark Allen
- Dave Scott
- Astrid Benöhr
- Natascha Badmann
- Chrissie Wellington
- Luc Van Lierde
- Chris McCormack
- Kate Allen
- Simon Whitfield
- Joey Kelly
- Marcel Heinig
- Pierre Lavoie
- Daniela Ryf
- Lucy Charles-Barclay
- Alistair Brownlee